# Mölndal
Mölndal – miasto w Szwecji. Siedziba władz administracyjnych gminy Mölndal, w regionie Västra Götaland. Mölndal jest częścią aglomeracji miasta Göteborg. Posiada około 59 430 mieszkańców.
W mieście rozwinął się przemysł farmaceutyczny, telekomunikacyjny, drzewny oraz papierniczy.
W miejscowości znajduje się stacja kolejowa Mölndal.

## Przypisy

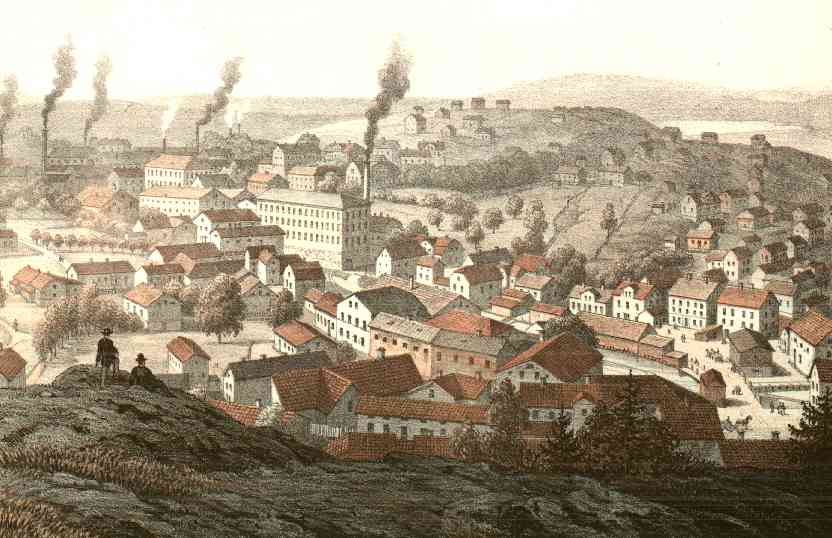
Molndal w 1870

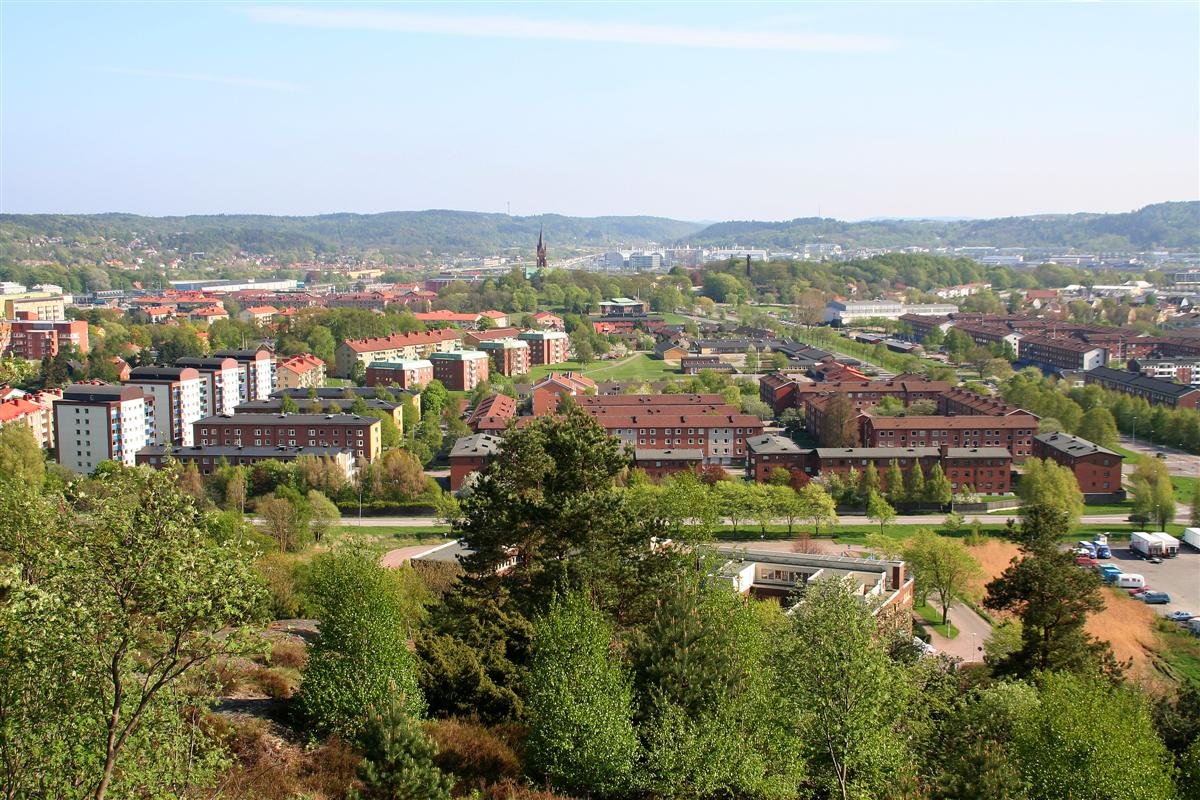
Mölndal dziś